# Diocèse de Limoges
Le diocèse de Limoges (en latin : Dioecesis Lemovicensis) est un diocèse de l'Église catholique en France. Le siège épiscopal est à Limoges.
Érigé au IIIe siècle, il est le diocèse historique du Limousin. Depuis 1822, il correspond aux territoires des départements de la Creuse et de la Haute-Vienne.
Jusqu'en 2002, il était suffragant de l'archidiocèse de Bordeaux et relevait de la province ecclésiastique du même nom. Depuis lors, il est suffragant de l'archidiocèse métropolitain de Poitiers, et relève de la province ecclésiastique du même nom, qui comprend les diocèses d'Angoulême, La Rochelle et Saintes, Poitiers, Limoges et Tulle.
Depuis août 2025 et le transfert de Pierre-Antoine Bozo à La Rochelle, le diocèse est vacant.
En 2023, il y a 28 diacres dans le diocèse de Limoges

## Histoire

### Les origines du diocèse

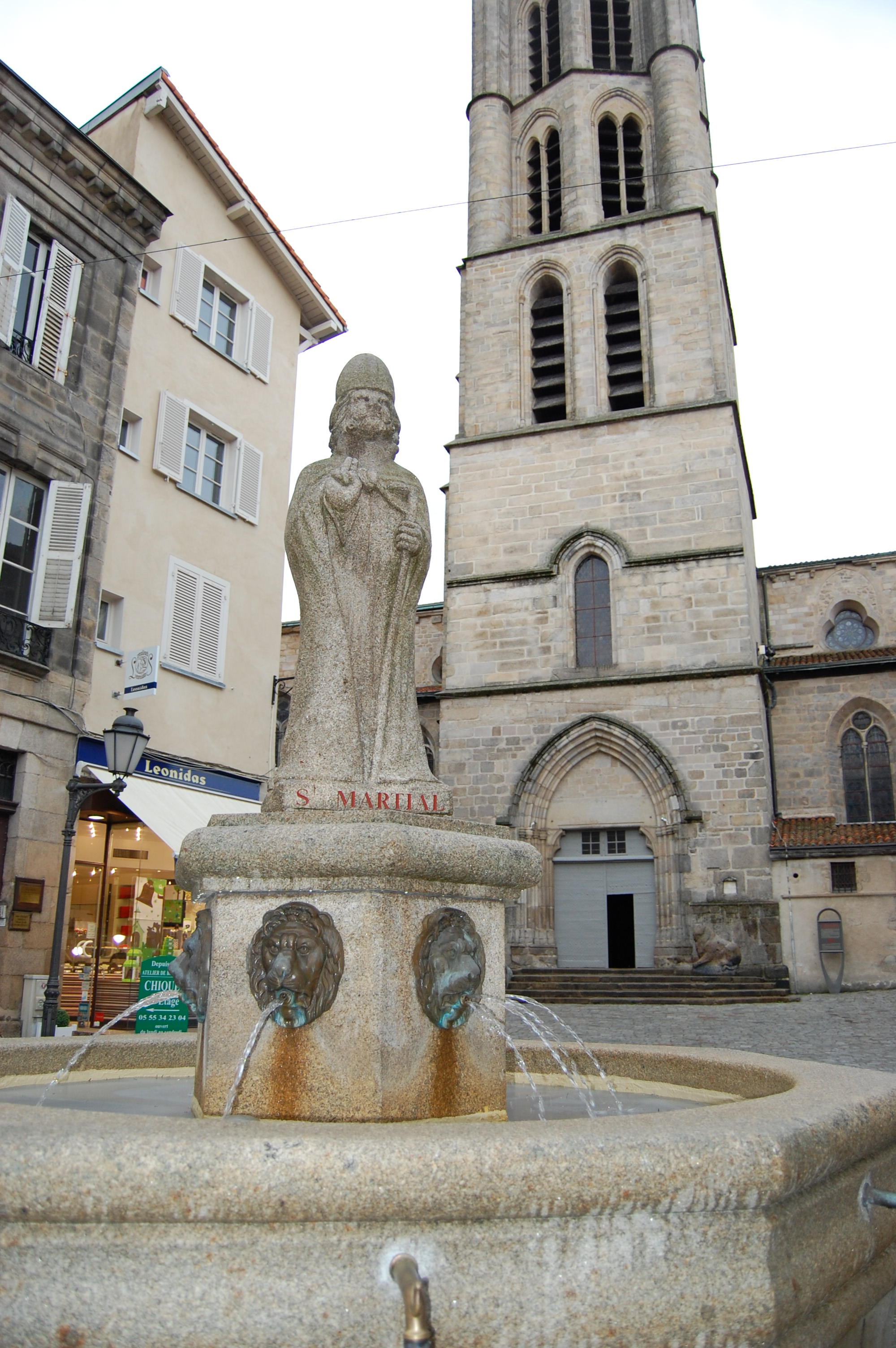
Statue de saint Martial à Limoges.

Le diocèse de Limoges tient ses origines du IIIe siècle, où saint Martial a entrepris d'évangéliser les Lémovices de la région d'Augustoritum, future Limoges. Il est considéré comme le fondateur de l'Église d'Aquitaine, et saint patron du diocèse. C'est Aurélien qui lui aurait succédé. Au sud, la ville de Brive est évangélisée par saint Martin de Brive, dit l'Espagnol. Cependant, le christianisme a eu du mal à s'implanter dans la région, et elle ne fut complètement christianisée qu'à la fin du Ve siècle.
À cette époque, le Limousin dépendant de l'Aquitaine, était soumis au pouvoir des Wisigoths, barbares romanisés convertis au christianisme mais professant l'arianisme. En 507, après la victoire de Clovis sur les Wisigoths à Vouillé, la région passa sous domination des Francs.

### Un territoire d'ermites et d'abbayes
L'époque mérovingienne fut marquée en Limousin par l'essor de l'érémitisme. De nombreux hommes venus du nord de la Gaule et parfois des îles Britanniques s'installent en Limousin pour vivre seuls et en prière. Leur réputation de sainteté attire des gens, formant ainsi des noyaux de bourgs : Saint-Junien, Saint-Victurnien, Saint-Marien (Évaux-les-Bains), Saint-Léobon (Le Grand-Bourg). Leur présence entraîne un culte posthume de ces hommes autour de leurs tombeaux.
D'autres clercs fondèrent des abbayes comme Aredius à Attane vers 570, Éloi à Solignac en 632 aidé par l'évêque Loup, et avec l'appui du roi Dagobert Ier ou encore Pardoux à Guéret.
La cité de Limoges paraît avoir joué un rôle important sous les ducs du VIIIe siècle, puis sous les rois d'Aquitaine. Sous la domination des Carolingiens, les souverains marquent un intérêt certain pour le Limousin et notamment l'abbaye Saint-Martial de Limoges.
Le IXe siècle voit la création de nombreuses abbayes : Beaulieu en 860 par Rodolphe de Turenne, les chanoines de l'abbaye Saint-Martial de Limoges adoptèrent la règle bénédictine en 848, comme l'abbaye féminine de la Règle à la même époque. Sur les tombeaux des saints ermites comme Saint-Junien, Eymoutiers (Saint-Psalmet), Saint-Léonard furent créés des collèges de chanoines chargés du culte de leurs saints patrons.
Le territoire passe en 927 sous l'autorité des comtes de Poitiers.
En 994, les reliques de saint Martial sont exposées afin d’éradiquer le « mal des ardents » ; ce sont les premières ostensions limousines. L'abbaye de Saint-Martial possède un imposant patrimoine. C'est aussi l'époque de prospérité de l'ordre de Grandmont, fondé par les disciples d’Étienne de Muret. Ces monastères œuvrent, en plus de leur rôle de christianisation, pour l'aménagement du territoire et l'agriculture. Vers l'an mil, l'Abbaye de Moutier-d'Ahun est fondée par le comte Boson de la Marche.

### Le Limousin divisé
Au Xe siècle, le Limousin est divisé en plusieurs seigneuries dont les vicomtés de Limoges, Comborn, Ventadour et Turenne qui se partagent le Bas-Limousin et le comté de la Marche qui domine le nord de la région. L'évêque de Limoges est aussi un grand seigneur terrien dans la région de Limoges.
Avec l'essor économique de la fin du XIe siècle et le développement des flux humains et notamment des pèlerinages, les nombreuses abbayes limousines déjà existantes s'agrandissent et de nouveaux ordres religieux s'implantent dans la région. Ainsi sont construites les églises abbatiales et collégiales romanes de Beaulieu-sur-Dordogne, de Solignac, Le Dorat et de Saint-Léonard-de-Noblat ou encore Evaux-les-Bains. L'abbaye du Chalard est fondée à la fin du XIe siècle par Saint-Geoffroi et Gouffier de Lastours. L'abbaye Saint-Martial de Limoges, grâce au développement du pèlerinage vers Compostelle et à l'essor économique et agricole de ses prieurés qui le parsèment, entreprend la reconstruction de son abbatiale et d'une partie de ses bâtiments conventuels. La renommée de l'abbaye doit son origine au développement de l'émail dit champlevé qui orne les châsses et les objets liturgiques mais aussi les souvenirs que rapportaient certains pèlerins.
Le pape Urbain II vient prêcher à Limoges la première croisade en 1095. La grande préoccupation de l'Église reste le maintien de la paix avec l'instauration de la "trêve de Dieu". Les croisades permettent de canaliser la violence des nobles vers l’extérieur.
Au cours du XIIe et du XIIIe siècle s'installent des templiers et hospitaliers, franciscains et dominicains. En 1162, le Limousin entre sous contrôle des Plantagenêts par le mariage d'Aliénor d'Aquitaine et d'Henri II, futur roi d'Angleterre. Dès lors, la région est soumise à l'autorité anglaise qui participe pour sa part à l'essor artistique et religieux du Limousin. Ainsi, le jeune ordre de Grandmont fondé par Saint Etienne de Muret se propage dans l'Empire Plantagenêt. En 1158, l'évêque Gérard du Cher fonde un hôpital à Limoges qu'il place sous le vocable de saint Géraud d'Aurillac. En 1167, il ouvre le procès en canonisation d'Étienne de Muret qui sera reconnu saint en 1189 par Clément III. D'autres ordres religieux sont créés ou s'installent en Limousin telle l'abbaye d'Aubazine fondée par un ermite et affiliée à l'ordre de Cîteaux, et la fondation d'un ordre érémitique près de Saint-Léonard-de-Noblat dont le cœur est le prieuré de L'Artige.

### La réduction du diocèse au Haut Limousin et à la Marche
Par la bulle Salvator Noster du 13 août 1317 de Jean XXII, le diocèse est démembré avec la création de celui de Tulle, en raison principalement de son extension territoriale. En effet, l'évêque ne pouvait alors fournir tous les services spirituels nécessaires à son diocèse. L'Abbaye Notre-Dame de Tulle devient ainsi siège d'un nouvel évêché pour le Bas Limousin, et le diocèse de Limoges réduit au Haut Limousin et à la Marche. Ces créations de nouveaux diocèses ne sont pas des faits isolés : elles font partie d'un mouvement plus important de réorganisation de l'administration pontificale menée par le pape, qui aboutit à un total de seize nouveaux évêchés dans le sud de la France entre le 11 juillet 1317 et le 7 avril 1318.

### Un territoire de conflits

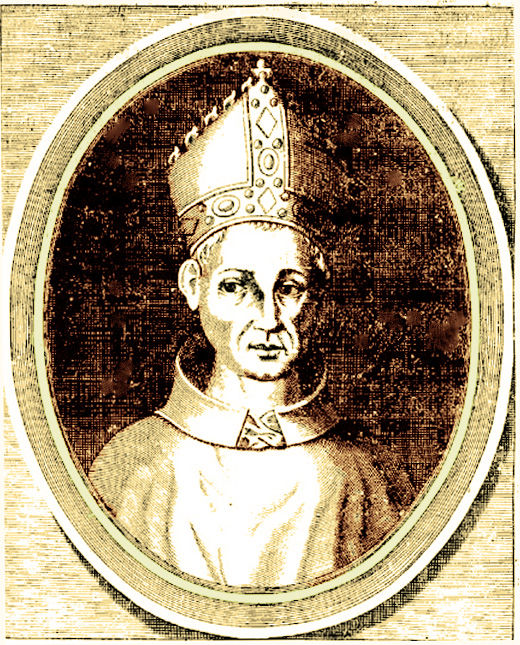
Jean de Cros de Calimafort.

Avec la guerre de Cent Ans, le Limousin connaît une crise économique profonde. Les territoires limousins constituant une marche entre le duché de Guyenne et le royaume de France, ils subissent les pillages des soldats des armées française et anglaise. Avec la défaite et la capture de Jean le Bon à la Bataille de Poitiers (1356) ou meurent Gautier VI de Brienne, Jean de Clermont ou Pierre Ier de Bourbon et le traité de Brétigny, la France donne à l'Angleterre un grand territoire comprenant le Limousin.
En 1370, Jean de Cros, alors évêque, qui était réputé comme étant un des proches du Prince noir, fut contacté par les émissaires du roi de France, Charles V. Le 23 août 1370, il ouvrit les portes de la cité aux troupes françaises, commandées par Jean de Berry, déclenchant la colère d’Édouard de Woodstock, qui se trouvait alors à Angoulême. Le 19 septembre suivant, la cité fut mise à sac afin de punir ce qu'Édouard de Woodstock considérait comme une trahison.
Une paix précaire s'installe, troublée notamment par la guerre civile entre Armagnacs et Bourguignons. Diverses cités trouvent un essor dans les échanges commerciaux en plus des pèlerinages religieux (ex. Le Dorat, Saint-Junien, Saint-Léonard-de-Noblat).
Cependant, le territoire diocésain est toujours divisé et l'évêque en subit parfois les conséquences. Ainsi, Pierre de Montbrun lors de son épiscopat d'une trentaine d'années visitait à cheval le vaste territoire de son diocèse mais il a dû subir de nombreuses agressions de la part des seigneurs locaux : en 1434 le capitaine du château de Chalucet le retient et le met à rançon ; ses équipages lui sont enlevés à Rougnat le 30 juillet 1436 par le chevalier Trolhard de Montvert seigneur de Magnat qu'il doit excommunier ; vers 1444 c'est le vicomte de Turenne qui le fait prisonnier et ne le libère que contre rançon. Cet évêque, vieilli et fatigué s'adjoint en 1454 un évêque auxiliaire en la personne de Michel Prodolo pour l'assister dans ces visites épiscopales. En 1456 il se dote également d'un vicaire-général, frère Michel de l'ordre des frères prêcheurs qui consacre le 5 avril 1456 le monastère conventuel de Notre-Dame de la Règle de Limoges.
L'évêque Jean de Barton 1er est à l'origine de la construction de la nef de la cathédrale de Limoges que son successeur Jean de Barton II fera poursuivre.
Au XVIe siècle, la réforme protestante se fait ressentir en Limousin, entraînant des conversions qui apparaissent peu nombreuses malgré la propagande de Jeanne III de Navarre dite d'Albret, vicomtesse de Limoges. Le peuple reste fidèle au catholicisme comme l’illustre le culte de saint Martial. Le Limousin est le lieu de la victoire de l’armée royale sur les troupes de Gaspard II de Coligny à la bataille de La Roche-l'Abeille. Ruinés par la guerre, les paysans s'insurgent contre les seigneurs.

### Le renouveau desXVIIeetXVIIIesiècles
En 1594, Henri de La Marthonie accepte l'installation de récollets à Ussel dont l'église de Saint-Léonard est consacrée le 23 novembre 1595 ; et le 20 octobre 1605, il assiste à l'entrée du roi Henri IV à Limoges. Celui-ci installe et impose la paix et protégeant les paysans, il permet au Limousin de connaître à nouveau une certaine prospérité. Raymond de La Marthonie continue l'œuvre de son prédécesseur. Il publie des statuts synodaux en 1619 et visite son diocèse en 1622. Il favorise également l'installation de nouvelles congrégations religieuses : Carmes déchaussés en 1625, Carmélites en 1618, Clarisses urbanistes en 1619, Ursulines en 1620, Feuillants en 1622, Oratoriens en 1624. François de La Fayette fait un long épiscopat au XVIIe siècle. Il institue en 1657 le grand séminaire de Limoges.
La Contre-Réforme entraîne la création de nombreux couvents et ordres religieux, surtout à Limoges. Les laïcs pratiquent la bienfaisance à l'égard des religieux.
Louis de Lacaris d'Urfé est à l'origine de statuts synodaux, d'un rituel et d'un catéchisme. Il soutient ses anciens maîtres sulpiciens contre les jansénistes et écarte ces derniers de son diocèse.

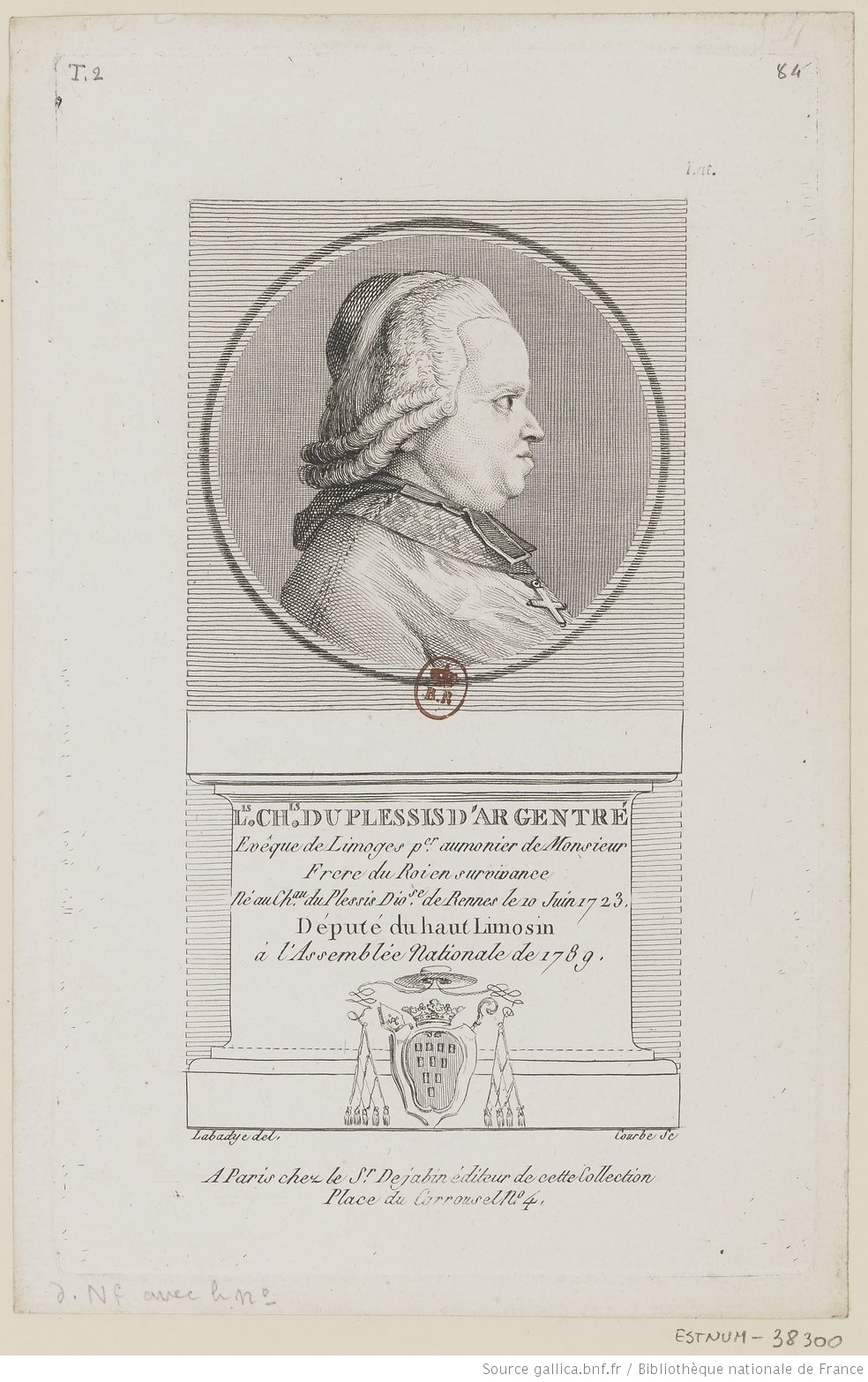
Louis-Charles du Plessis d'Argentré

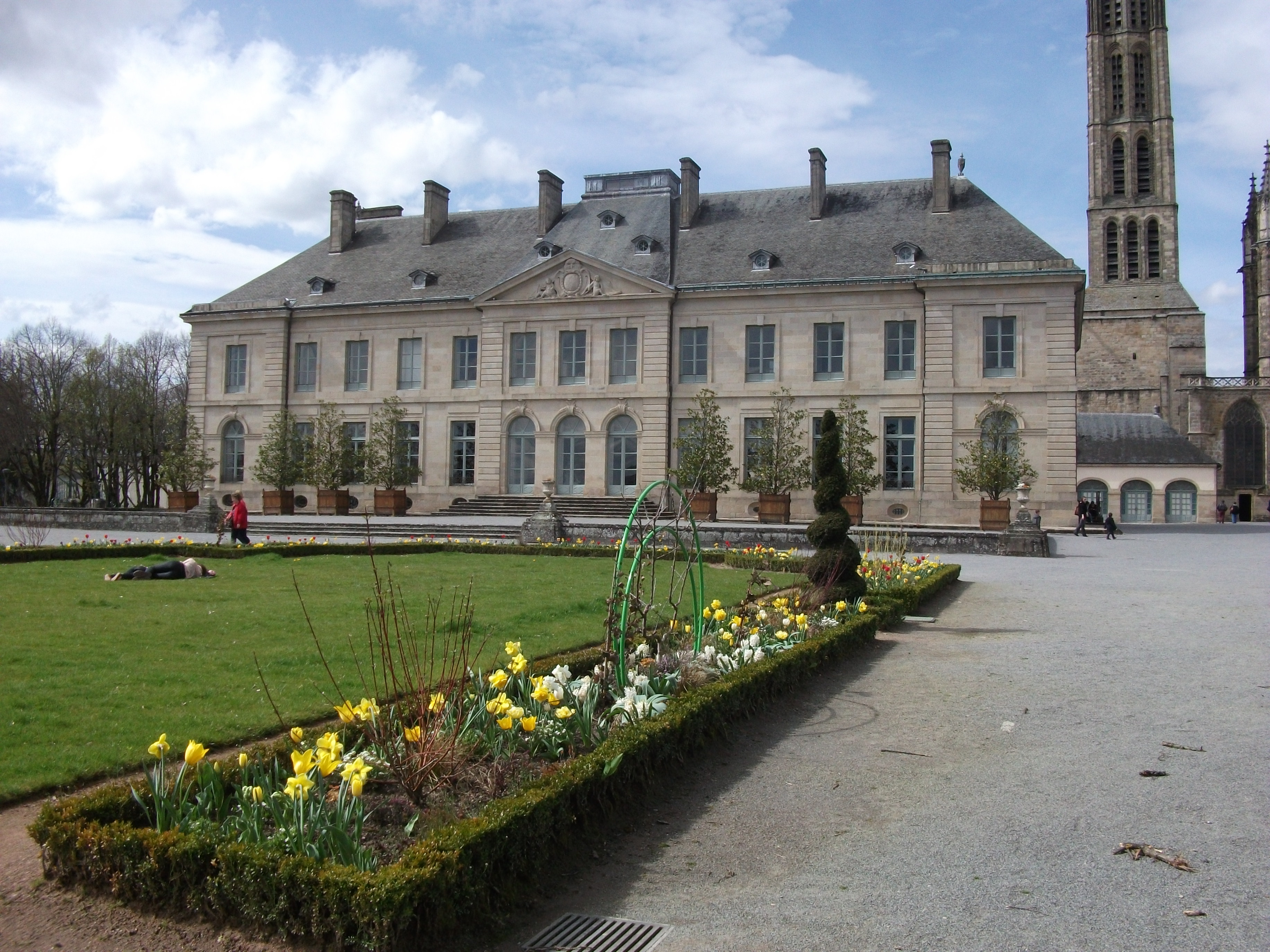
Le palais épiscopal de Limoges, actuel musée des Beaux-arts

Dans la seconde moitié du XVIIIe siècle, le diocèse est marqué par la personnalité de Louis-Charles du Plessis d'Argentré. Celui-ci avait des goûts de luxe, sa table était des plus raffinées et il se faisait servir par des laquais en grande livrée et il entretenait carrosses et chevaux ; mais surtout l'évêque, par ailleurs intelligent et cultivé, se mit en tête de reconstruire somptueusement, selon les plans de Charles-Jean Barbier et de Joseph Brousseau, le palais épiscopal de Limoges à la place du palais du XVIe siècle, construit par Jean de Langeac. Il participa donc au démantèlement en 1772 de l'abbaye de Grandmont, dont il visait les bénéfices afin de rembourser ses dettes somptuaires et la construction de son nouveau palais épiscopal ; cela s'effectua dans le contexte des travaux de la Commission des Réguliers (1772) qui avait pour fonction de supprimer les communautés religieuses considérées comme peu rentables.
L'évêque fut nommé député aux États généraux de 1789, où il joua un rôle important, et y siégea constamment avec le parti qui s'opposait à la Révolution française. Les temps de la persécution étant arrivés, il se réunit à Paris avec l'évêque de Clermont, pour ordonner les ecclésiastiques qui restaient fidèles à leur vocation.

### La Révolution française: le diocèse remodelé

Le diocèse de Limoges avant la Révolution.

En 1790, le territoire des diocèses est remodelé afin de correspondre aux nouveaux territoires départementaux. Aussi, dans le cadre de la constitution civile du clergé, chaque département est constitué d'un diocèse. C'est pourquoi le diocèse est divisé entre ceux de la Creuse et de la Haute-Vienne représentés respectivement par Marc-Antoine Huguet et Léonard Honoré Gay de Vernon.
Ainsi, quelques paroisses du diocèse de Limoges sont rattachées à celui de la Charente : Chabanais, Chabrac, Le Chambon, Chassenon, Chirac, Esse, Étagnac, Exideuil, Genouillac, Grenord, Laplaud, Lavaure, Lesterps, Lésignac-Durand, Lésignac-sur-Goire, Le Lindois, Loubert, Manot, Massignac, Mouzon, La Péruse, Pressignac, Roumazières, Roussines, Rouzède, Saint-Christophe, Saint-Maurice-des-Lions, Saint-Quentin, Saint-Vincent de Montembœuf, Saulgond, Sauvagnac, Suris et Verneuil.
Quelques autres paroisses sont rattachées au diocèse de la Dordogne : Abjat, Augignac, Boisseuilh, Busseroles, Bussière-Badil, Champniers, Coubjours, Étouars, Genis, Javerlhac-et-la-Chapelle-Saint-Robert, Le Bourdeix, Lussas-et-Nontronneau, Reilhac, Saint-Barthélémy-de-Bussière, Saint-Cyr-les-Champagnes, Saint-Estèphe, Saint-Martial-de-Valette, Saint-Martin-le-Pin, Saint-Mesmin, Nontron, Payzac, Piégut-Pluviers, Sainte-Trie, Salagnac, Savignac-de-Nontron, Savignac-Lédrier, Soudat, Teillots, Teyjat et Varaignes.
Les autres paroisses de l'ancien diocèse de Limoges sont réparties entre les diocèses de la Creuse, de la Corrèze et de la Haute-Vienne.
Le diocèse de la Creuse reçoit quelques paroisses du diocèse de Clermont — Basville, Chard, Crocq, Dontreix, Lioux-les-Monges, Mautes, La Mazière-aux-Bons-Hommes, Mérinchal, Saint-Bard et Saint-Oradoux-près-Crocq — et du diocèse de Bourges — Azerables, Bazelat, La Chapelle-Baloue, Crozant et Saint-Sébastien.
Le diocèse de la Haute-Vienne reçoit quelques paroisses du diocèse de Poitiers : Bussière-Poitevine, Darnac, Saint-Barbant et Thiat.

### La période contemporaine
Avec le Concordat de 1801, le diocèse de Limoges est rétabli sur l'ensemble du Limousin, le siège épiscopal de Tulle ayant été supprimé. Ce dernier est rétabli, à la suite des négociations du projet de Concordat de 1817, par la bulle Paternae charitatis du 6 octobre 1822.
Parmi les évêques qui se sont succédé à Limoges au XIXe siècle, la personnalité de Pierre-Henri Lamazou. Grand bâtisseur, il mena l'achèvement de la cathédrale de Limoges (raccordement de la nef avec le clocher). Le ministre de la Justice et des Cultes, dans un courrier daté du 12 juin 1883, lui annonça qu'un "crédit de 50 000 francs venait d'être ouvert pour la continuation [...] des travaux d'achèvement de la cathédrale de Limoges, en cours d'exécution".
Dans les années 1960, à l'occasion de fouilles archéologiques sont redécouvertes les anciennes églises Saint-Pierre-du-Sépulcre et Saint-Benoît, une petite partie du cloître de l'Abbaye Saint-Martial, mais surtout le tombeau de saint Martial, avec les sarcophages de ses compagnons Austriclinien et Alpinien et le réceptacle des reliques de sainte Valérie de Limoges. Ces vestiges ont été préservés dans une crypte, la première crypte archéologique en France.
Depuis 2021, l'abbaye de Solignac est habitée par des bénédictins de l'abbaye Saint-Joseph de Clairval de Flavigny-sur-Ozerain (Côte-d'Or),.
En 2023, l'église basilique Saint-Michel-des-Lions, située dans le centre-ville de Limoges, est érigée en basilique mineure par décision du pape François.

## Ostensions limousines
Les ostensions limousines sont une tradition remontant à la fin du Xe siècle avec l'ergotisme qui affectait la région. Elles consistent en des cérémonies et des processions vénérant les saints locaux. Elles ont lieu à Limoges et dans plus d'une quinzaine de communes environnantes dans le diocèse de Limoges, ainsi que ceux d'Angoulême et de Poitiers. Elles se déroulent tous les sept ans, la dernière édition datant de 2023. Elles ont été inscrites en 2013 sur la liste représentative du patrimoine culturel immatériel de l'humanité.

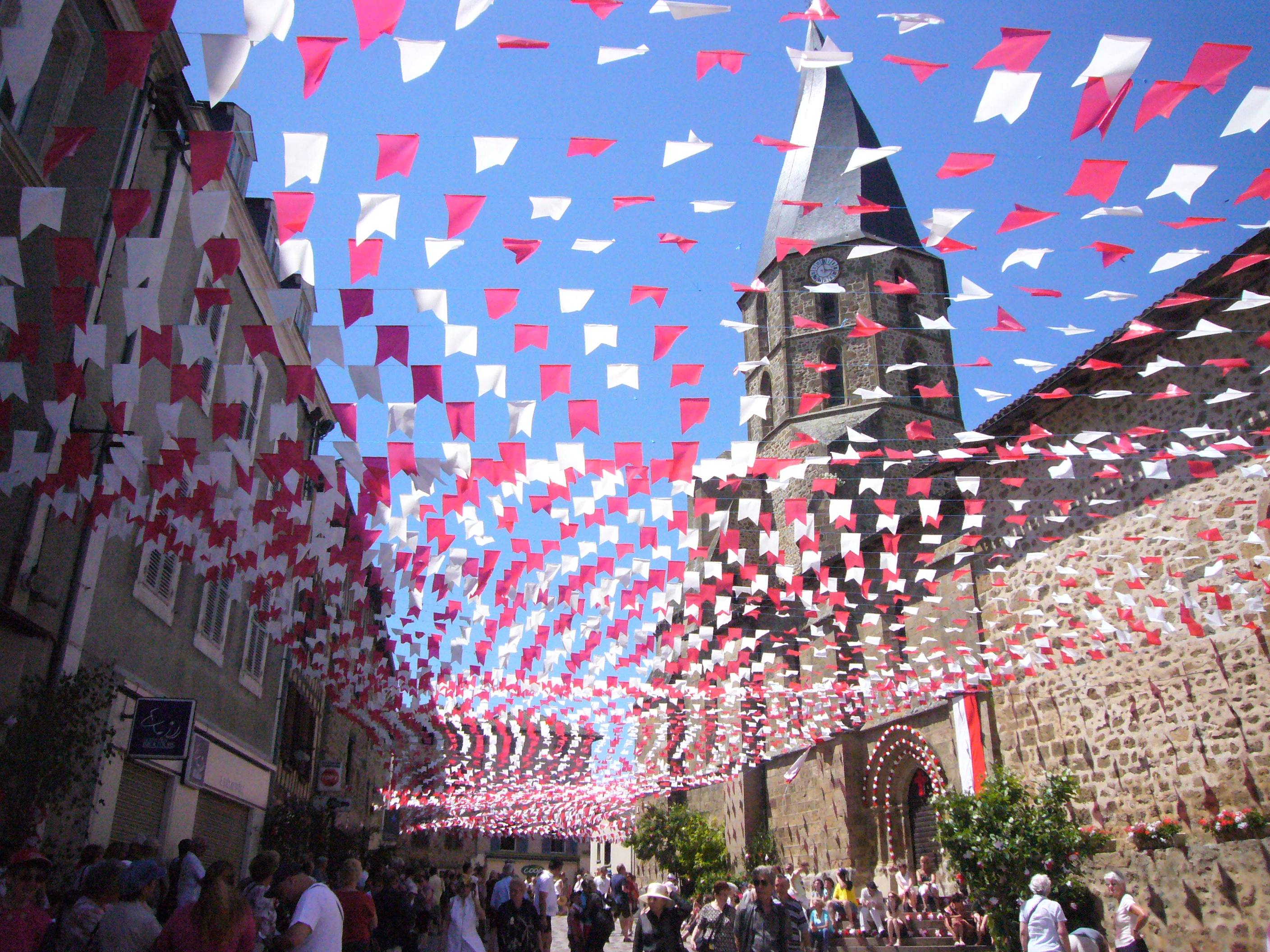
Ostensions à Rochechouart
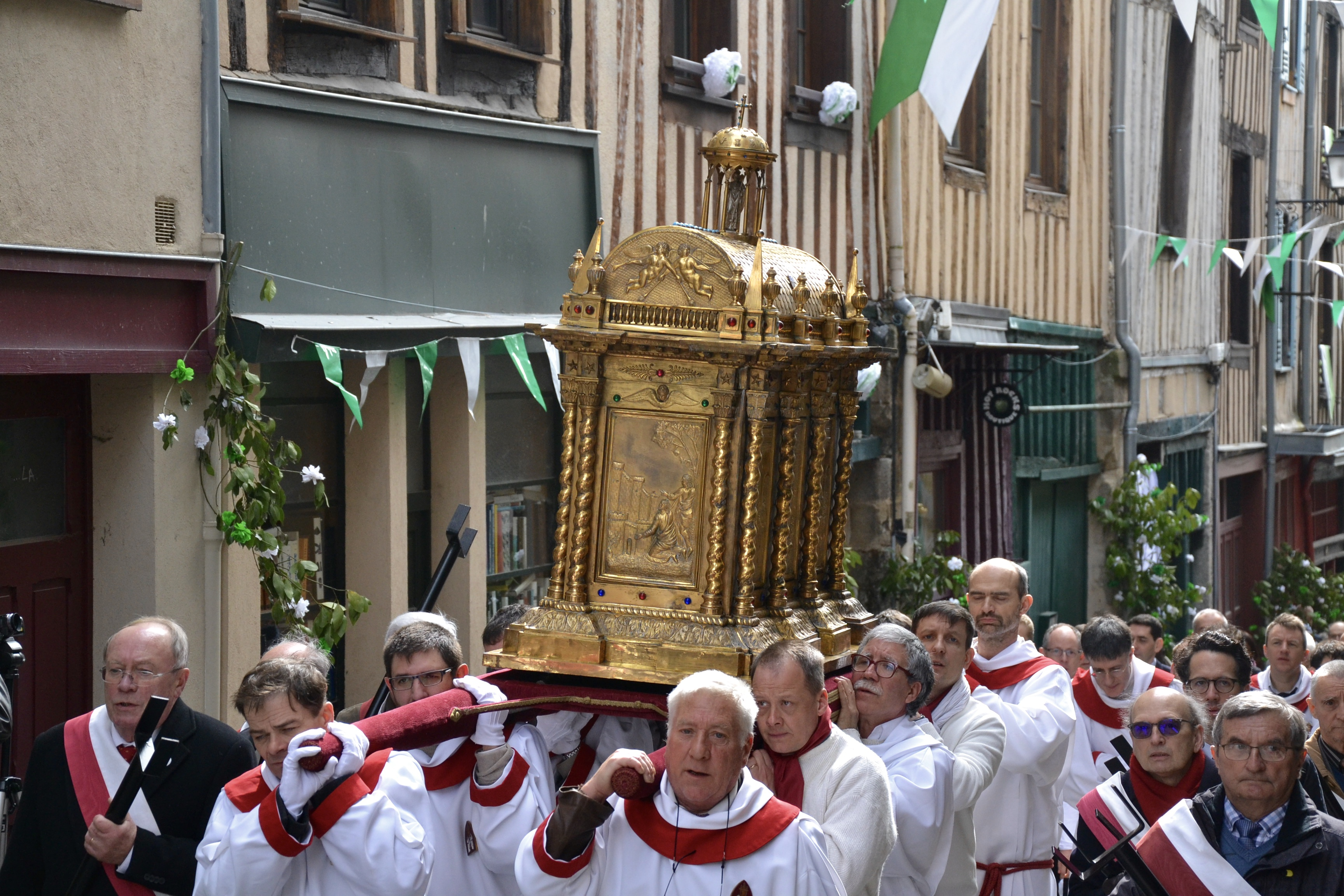
Ostensions de Limoges en 2016
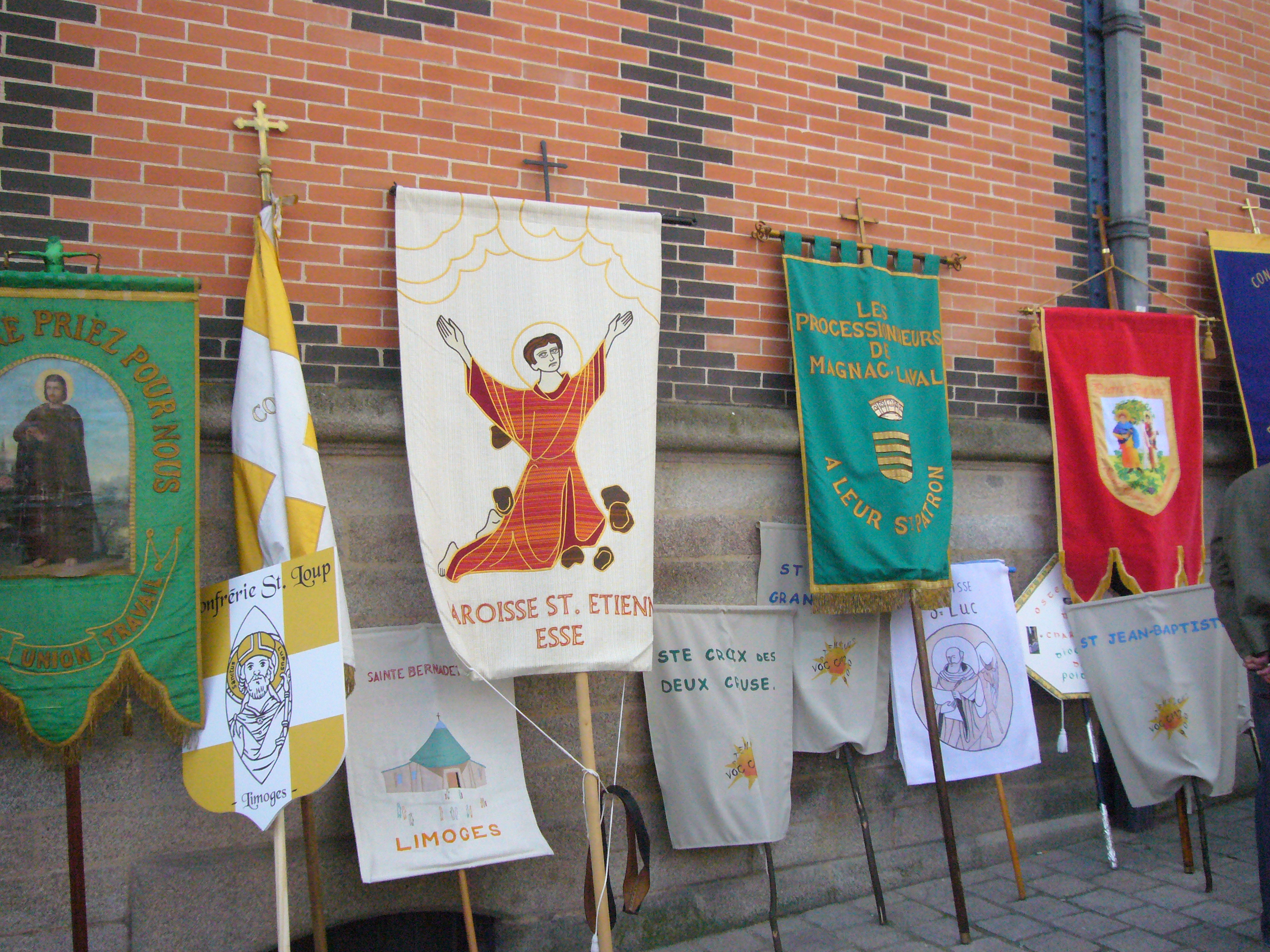
Bannières en 2009
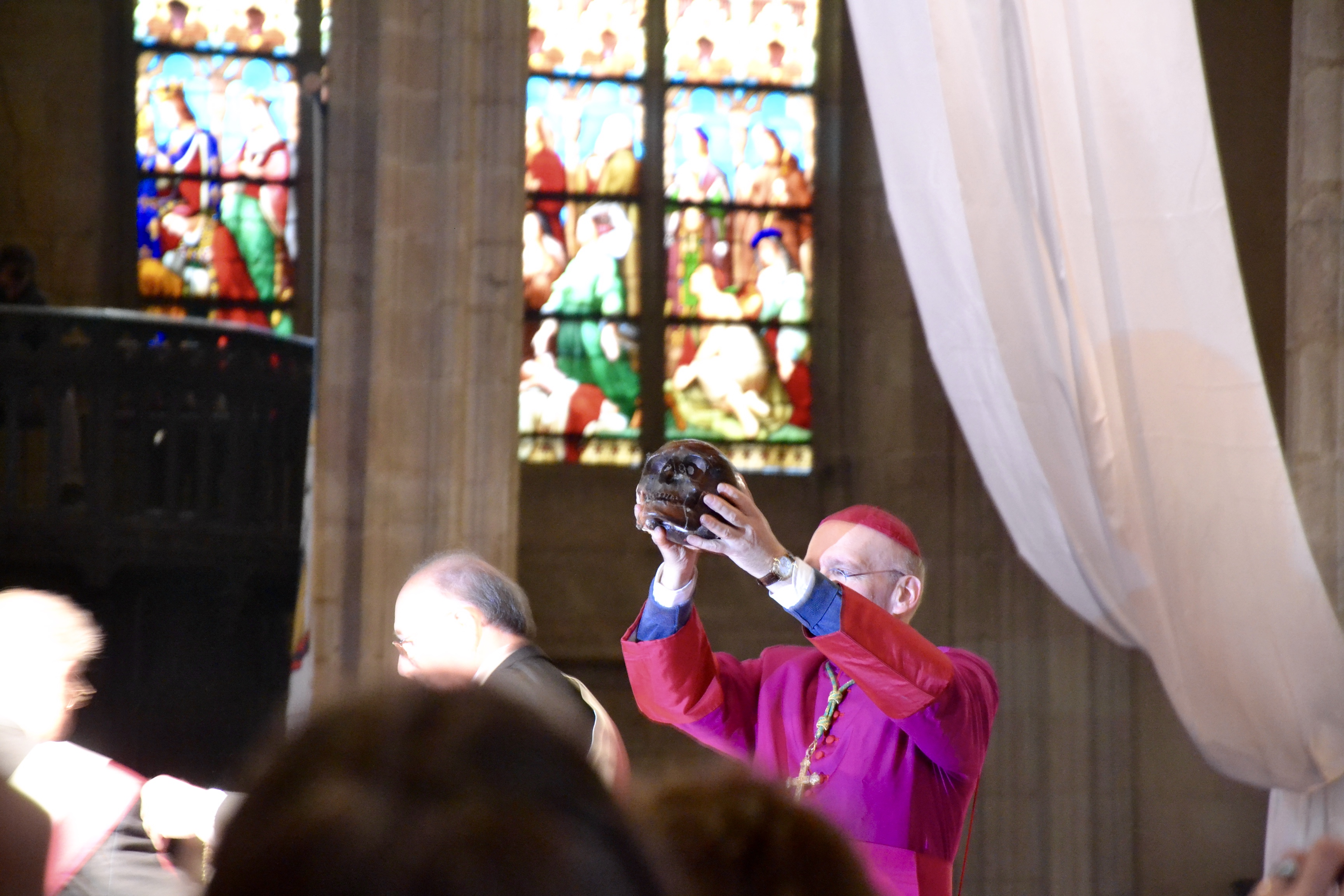
Les reliques de Saint Martial en 2016

## Géographie
Le territoire du diocèse de Limoges correspond aux territoires du département de la Creuse et de la Haute-Vienne, soit une superficie de 11 285 km2.
Le diocèse est frontalier de ceux de Poitiers (Vienne et Deux-Sèvres), Bourges (Cher et Indre), Moulins (Allier), Clermont (Puy-de-Dôme), Tulle (Corrèze), Périgueux-et-Sarlat (Dordogne) et Angoulême (Charente).

### Organisation territoriale
Le diocèse est divisé en six doyennés, et 30 paroisses :
- Doyenné de Creuse Ouest : Paroisse Saint-Jacques, Paroisse Saint-Jean en Limousin, Paroisse Saint-Pardoux en Marche,
- Doyenné de Creuse Est : Paroisse Notre-Dame de Haute-Marche, Paroisse Saint-Marien en Combrailles, Paroisse Sainte-Croix des Deux Creuse
- Doyenné de Limoges : Paroisse Cathédrale Sainte-Marie, Paroisse de la Trinité, Paroisse Jean-Paul II, Paroisse Saint-Augustin, Paroisse Saint-Benoît, Paroisse Saint-Éloi des Hauts de l'Aurence, Paroisse Saint-Luc, Paroisse Saint-Martial, Paroisse Saint-Vincent de Paul, Paroisse Sainte-Blandine,
- Doyenné de Haute-Vienne Nord : Paroisse Notre-Dame de Lorette, Paroisse du Bon Pasteur, Paroisse Saint-Martin en Basse-Marche, Paroisse Saint-Pierre et Saint-Paul
- Doyenné de Haute-Vienne Sud-Est : Paroisse Saint-Aurélien, Paroisse Saint-Étienne des Grands Monts, Paroisse Saint-Jean-Baptiste, Paroisse Saint-Léonard en Limousin, Paroisse Sainte-Anne
- Doyenné de Haute-Vienne Sud-Ouest : Paroisse de l'Assomption, Paroisse Saint-Amand de Vienne et Glane, Paroisse Saint-Joseph des Feuillardiers, Paroisse Saint-Pierre aux Fontaines, Paroisse Saint-Sauveur

## Cathédrale
La cathédrale Saint-Étienne de Limoges est l'église-cathédrale du diocèse. Elle est le seul monument religieux du Limousin qui soit construit en style gothique homogène.

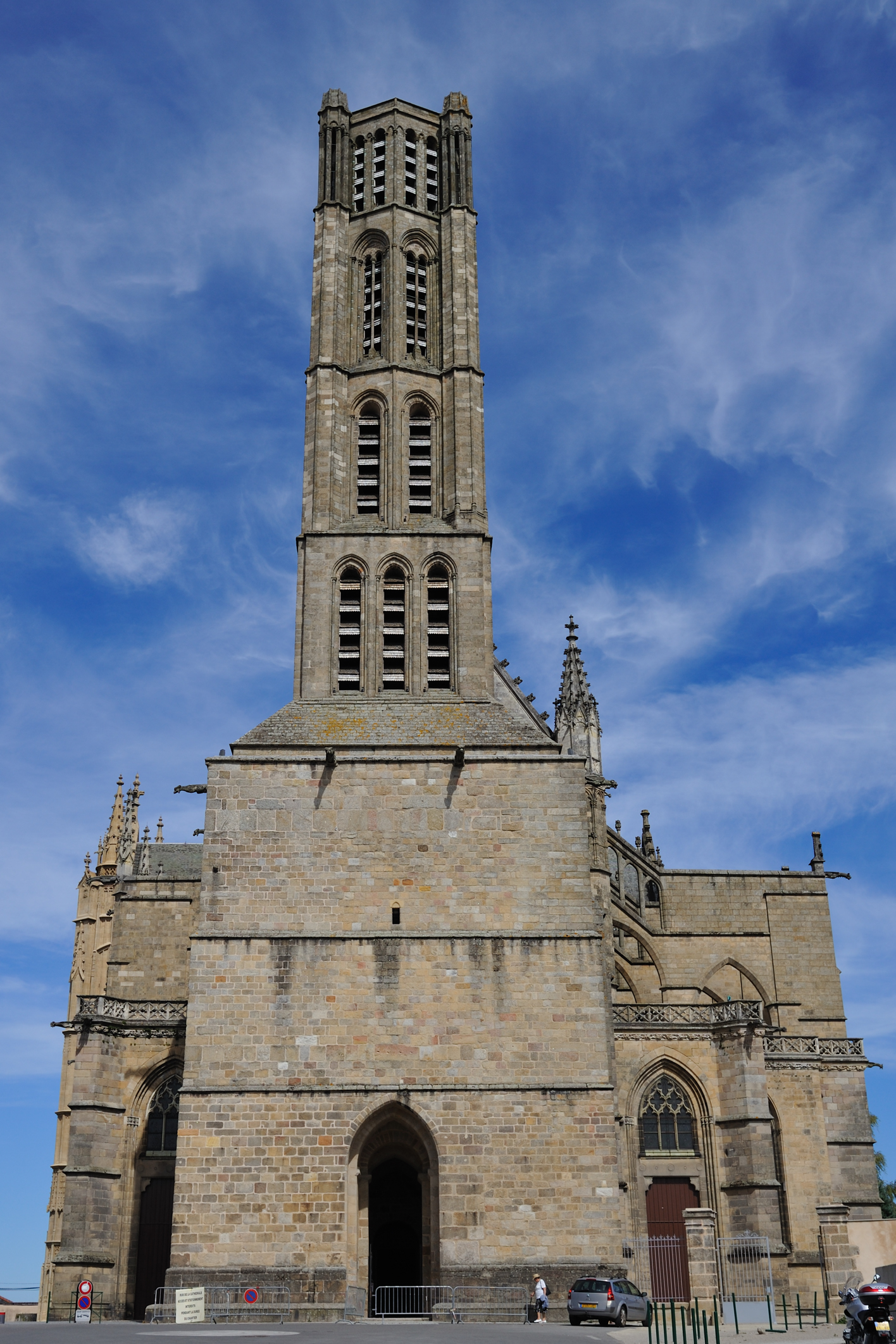
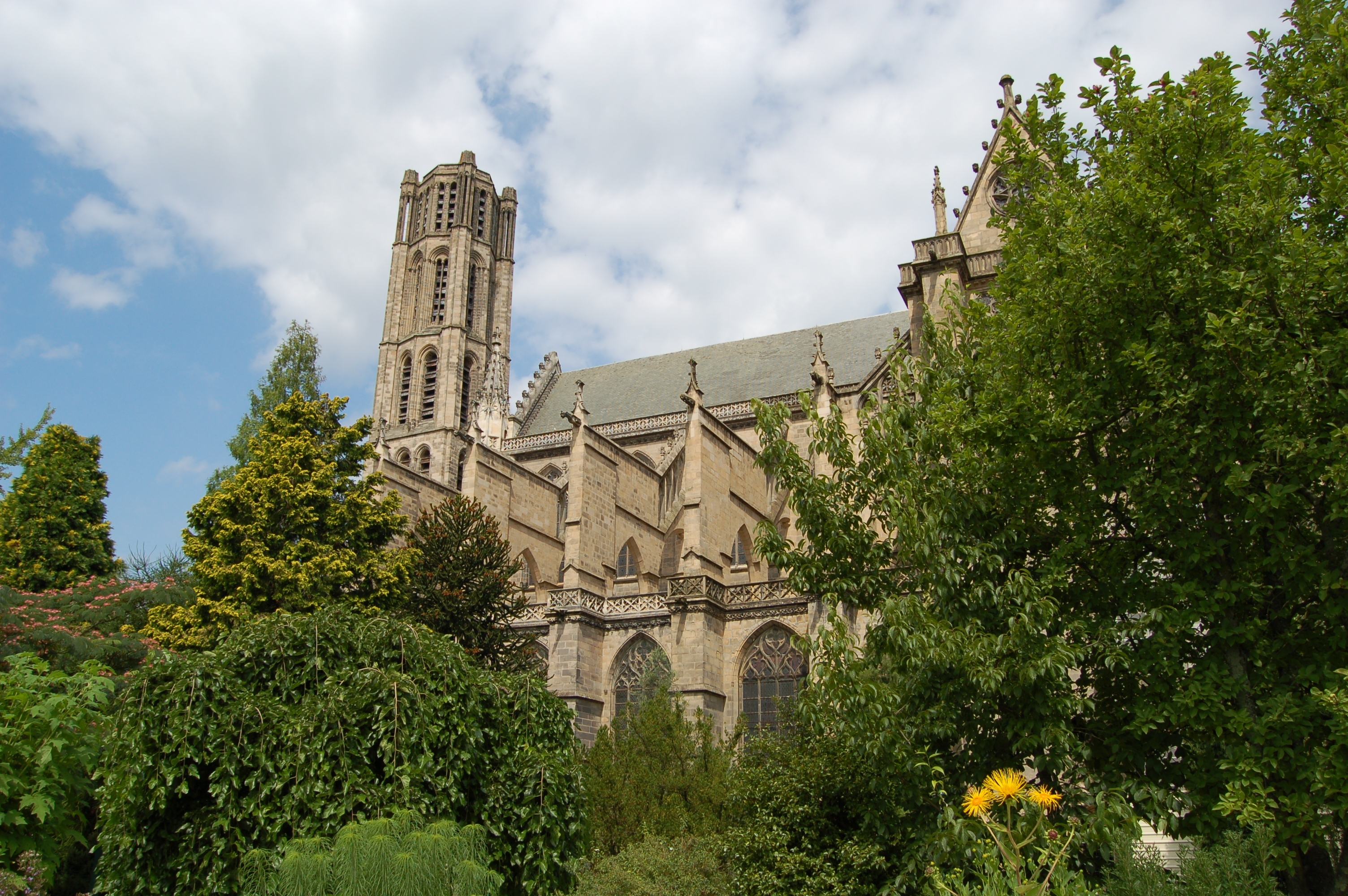

## Abbayes
De nombreuses abbayes ont été fondées dans le diocèse de Limoges. La plupart ont été détruites, ou ont fermé à la Révolution Française.
- Abbaye des Allois
- Abbaye d'Aubepierre
- Abbaye Notre-Dame d'Aubignac
- Abbaye Notre-Dame de Bonlieu
- Abbaye Notre-Dame de Bœuil
- Abbaye de Boubon à Cussac
- Abbaye de Fromental
- Abbaye de Grandmont à Saint-Sylvestre
- Abbaye Saint-Martial de Limoges
- Abbaye de Moutier-d'Ahun
- Abbaye Notre-Dame du Palais
- Abbaye de Prébenoît
- Abbaye Saint-Augustin-lès-Limoges
- Abbaye Saint-Barthélémy de Bénévent-l'Abbaye
- Abbaye Saint-Gérald-lès-Limoges
- Abbaye Sainte-Marie de la Règle
- Abbaye Saint-Martin-lès-Limoges
- Abbaye Saint-Pierre-Saint-Paul de Solignac
- Abbaye Sainte-Valérie
- Abbaye des Ternes
- Abbaye de Thavaud
- Prieuré hospitalier de Bourganeuf

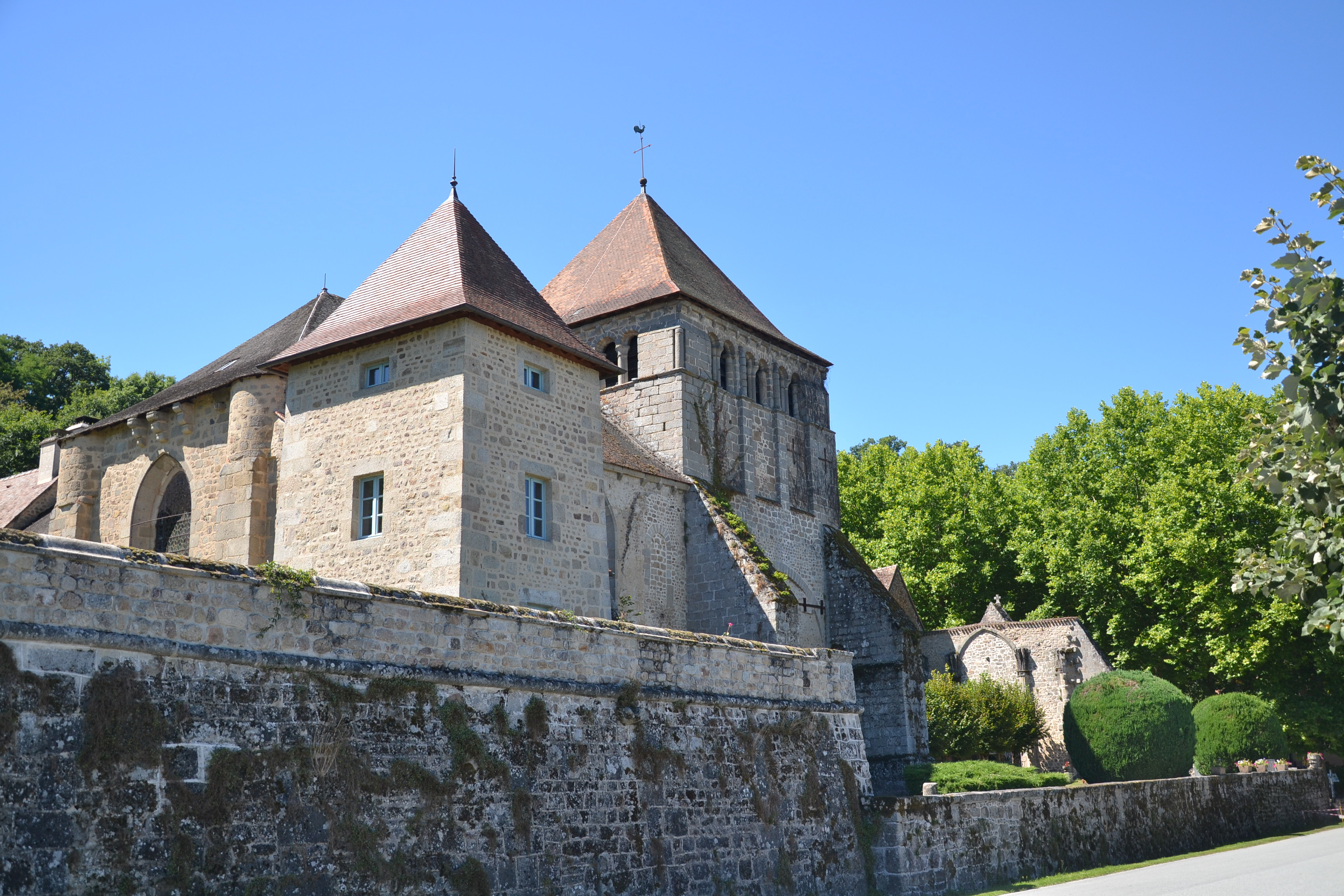
Abbaye de Moutier-d'Ahun
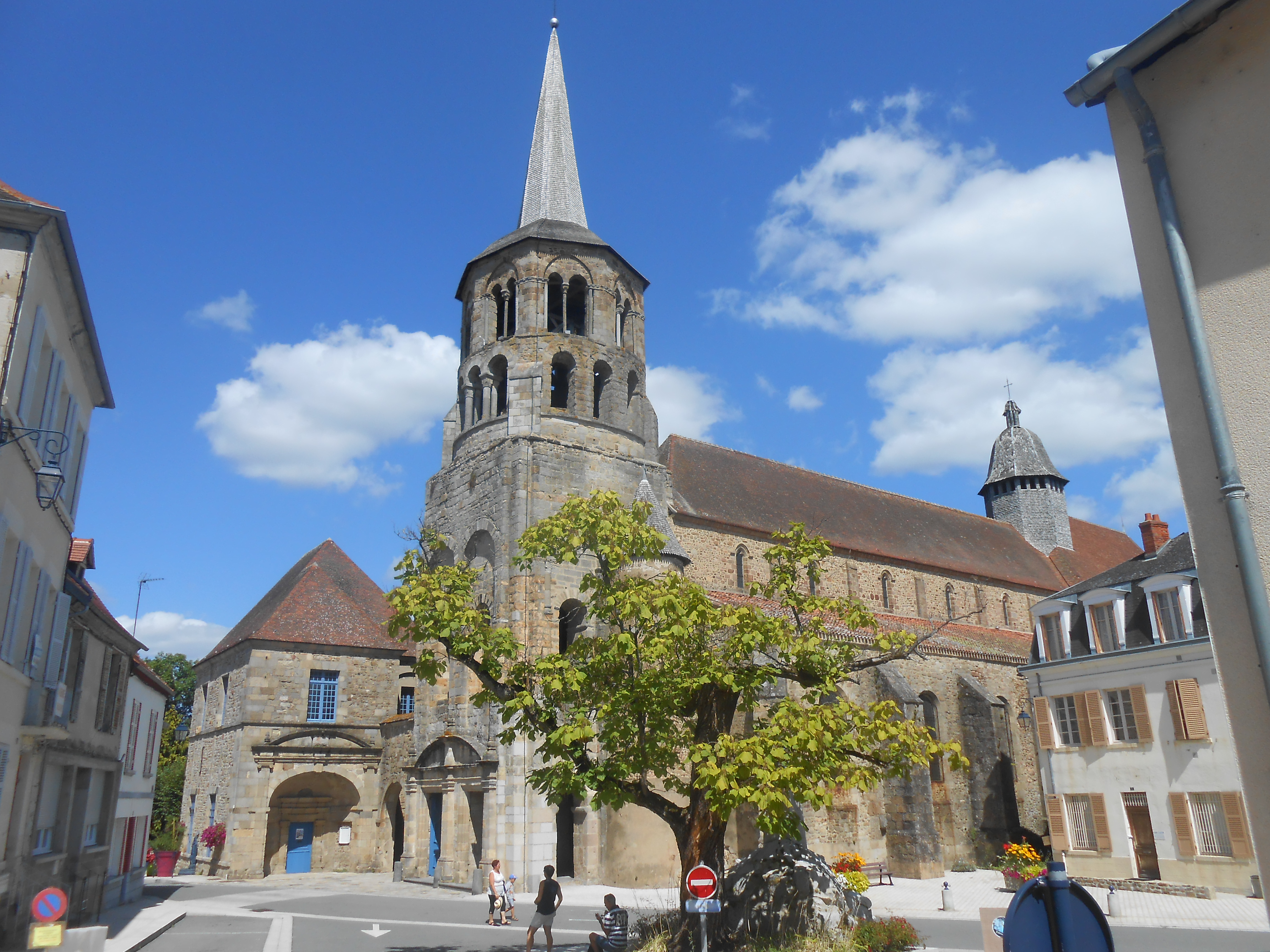
Collégiale Saint-Pierre-Saint-Paul d'Évaux-les-Bains
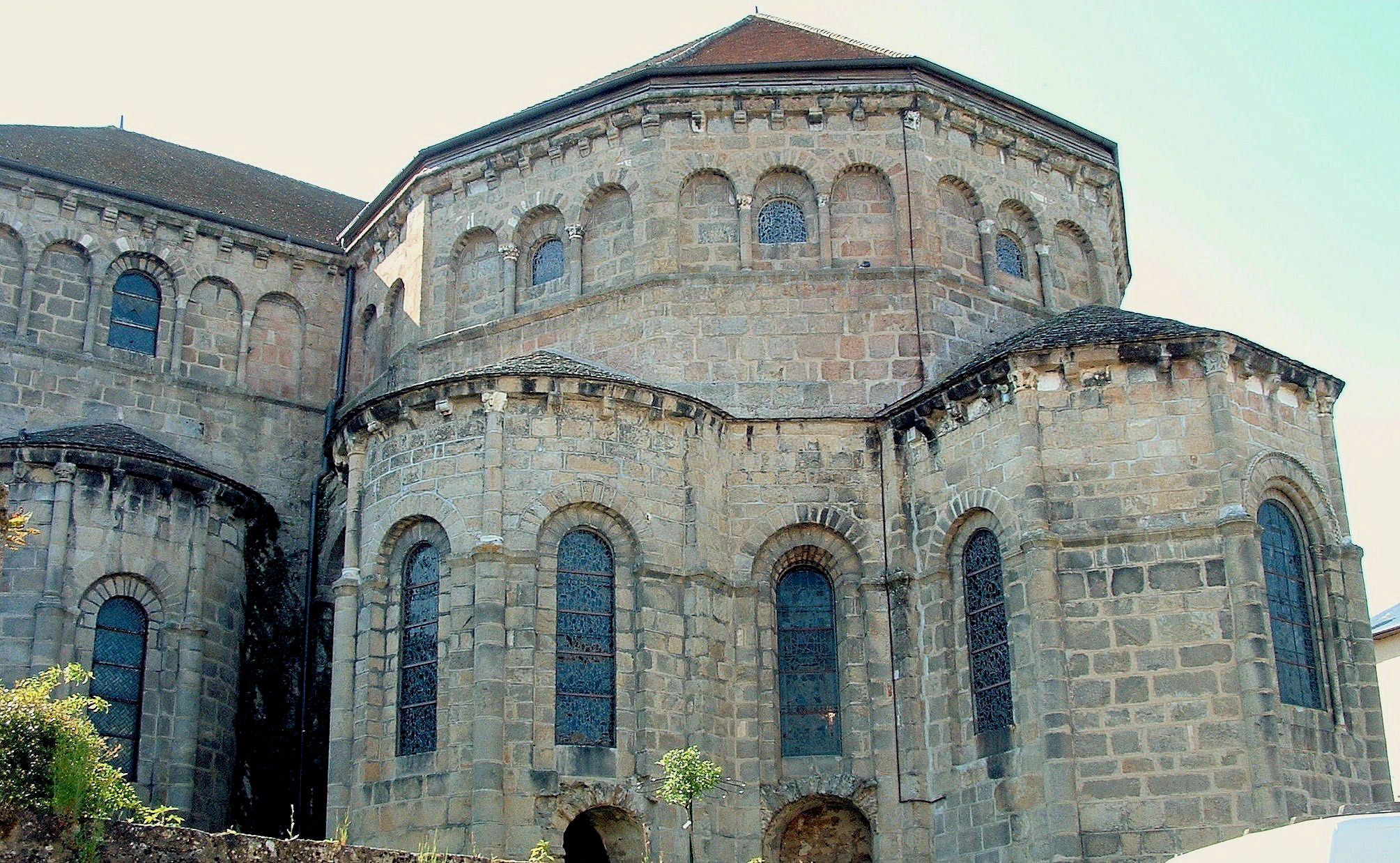
Abbaye Saint-Pierre-Saint-Paul de Solignac
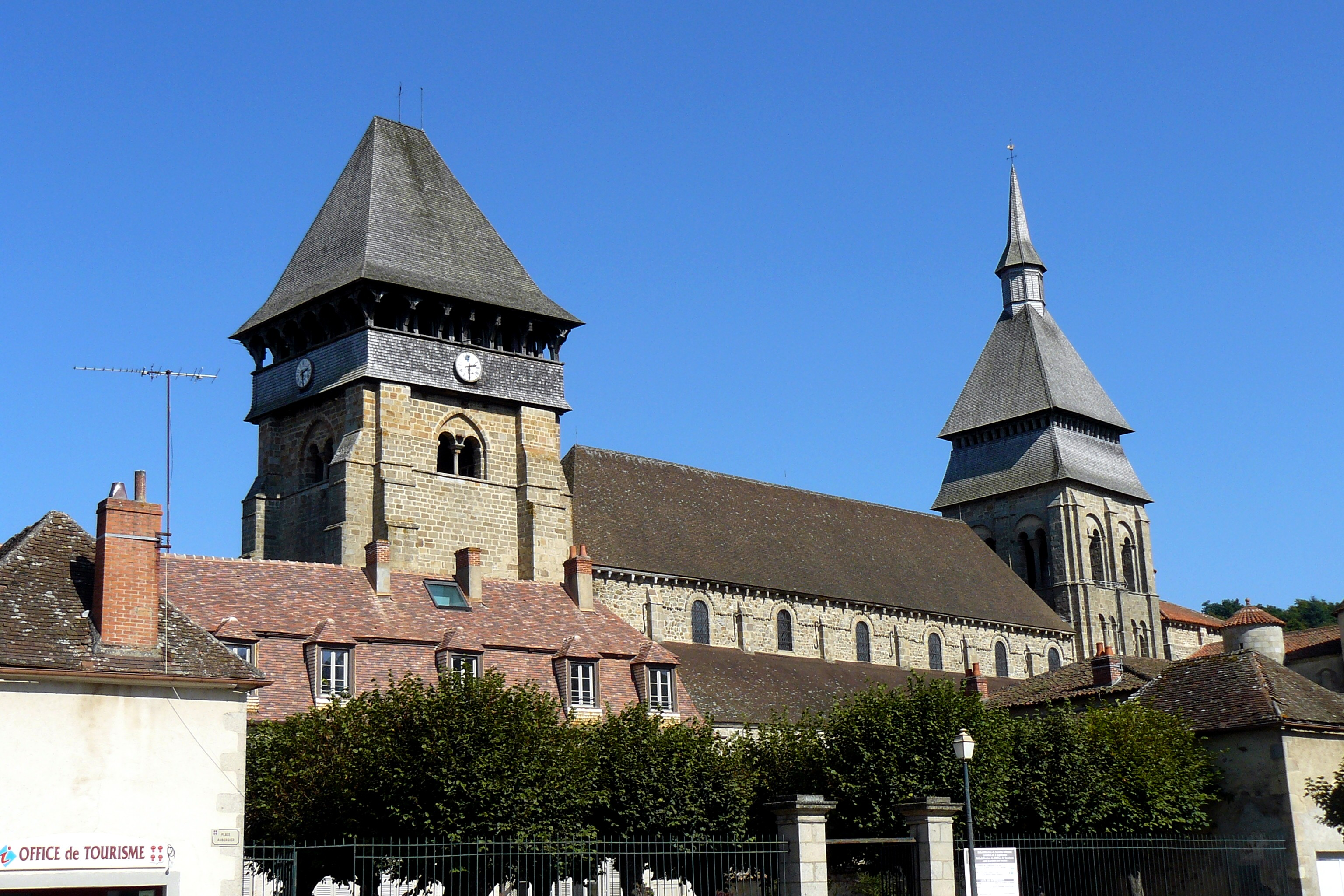
Abbatiale Sainte-Valérie à Chambon-sur-Voueize

## Évêques

### Évêque originaire du diocèse de Limoges
- François Blondel, né le 24 mars 1940 à Limoges, évêque de Viviers (1999-2015), depuis évêque émérite.

## Statistiques
En 2016, le diocèse comptait 418600 baptisés sur une population de 510134 personnes, correspondant à 82.1% du total.
| année | population | population | population | prêtres | prêtres   | prêtres   | prêtres                       | diacres | religieux | religieux | parroisses |
| année | baptisée   | totale     | %          | nombre  | séculiers | réguliers | nombre de baptisés par prêtre | diacres | hommes    | femmes    | parroisses |
| ----- | ---------- | ---------- | ---------- | ------- | --------- | --------- | ----------------------------- | ------- | --------- | --------- | ---------- |
| 1950  | 475.000    | 522.442    | 90,9       | 372     | 355       | 17        | 1.276                         |         | 17        | 610       | 480        |
| 1970  | ?          | 500.438    | ?          | 289     | 264       | 25        | ?                             |         | 25        | 524       | 481        |
| 1978  | 424.000    | 505.000    | 84,0       | 282     | 208       | 74        | 1.503                         | 1       | 94        | 614       | 481        |
| 1990  | 432.000    | 506.000    | 85,4       | 217     | 174       | 43        | 1.990                         | 2       | 58        | 405       | 117        |
| 1999  | 434.000    | 512.000    | 84,8       | 156     | 123       | 33        | 2.782                         | 8       | 41        | 292       | 106        |
| 2000  | 437.000    | 516.000    | 84,7       | 152     | 119       | 33        | 2.875                         | 7       | 43        | 257       | 106        |
| 2001  | 405.000    | 478.400    | 84,7       | 138     | 110       | 28        | 2.934                         | 7       | 36        | 243       | 106        |
| 2002  | 404.800    | 478.100    | 84,7       | 135     | 107       | 28        | 2.998                         | 7       | 36        | 226       | 97         |
| 2003  | 465.650    | 475.350    | 98,0       | 113     | 91        | 22        | 4.120                         | 6       | 23        | 212       | 97         |
| 2004  | 382.690    | 478.363    | 80,0       | 126     | 104       | 22        | 3.037                         | 6       | 23        | 214       | 97         |
| 2013  | 414.000    | 504.200    | 82,1       | 90      | 74        | 16        | 4.600                         | 15      | 27        | 127       | 30         |
| 2016  | 418.600    | 510.134    | 82,1       | 77      | 67        | 10        | 5.436                         | 22      | 10        | 97        | 30         |